# Aleksandr Korneev
Aleksandr Vladimirovič Korneev (in russo Александр Владимирович Корнеев?; Mosca, 11 settembre 1980) è un ex pallavolista russo.